# Queen of Victoria
Die Queen of Victoria war eine Fähre der kanadischen Reederei BC Ferries, die 1962 als City of Victoria in Dienst gestellt wurde. Das Schiff blieb bis 2001 in Fahrt und wurde 2006 nach fünf Jahren ungenutzter Liegezeit in Santo Domingo unter dem Namen Queen of Ocoa in Indien abgewrackt.

## Geschichte
Die City of Victoria entstand unter der Baunummer 94 bei der Victoria Machinery Depot Company in Victoria und wurde am 24. Oktober 1961 vom Stapel gelassen. Nach der Ablieferung an BC Ferries im Februar 1962 nahm das Schiff den Fährbetrieb von Swartz Bay nach Tsawwassen auf. Nach einem Jahr im Dienst erhielt es 1963 den Namen Queen of Victoria.
1970 wurde die Queen of Victoria von 104,33 auf 129,98 Meter verlängert. Die Tonnage erhöhte sich dabei von 3.541 auf 4.903 BRT. Im August desselben Jahres kollidierte sie vor Vancouver mit dem sowjetischen Frachtschiff Sergei Jesinen, wodurch drei Menschen ums Leben kamen.
Nach fast vierzig Jahren im Dienst wurde die Queen of Victoria im Januar 2001 ausgemustert und nach Santo Domingo verkauft, wo sie fortan unter dem Namen Queen of Ocoa auflag. Das Schiff kam nicht wieder in Fahrt, sondern wurde stattdessen zum Abbruch ins indische Alang verkauft, wo es am 5. Januar 2006 eintraf.